# Список номеров комикса «Инок»
«И́нок» — серия комиксов российского издательства Bubble, выпускавшаяся с 2012 года по 2016 год, о похождениях Андрея Радова, известного как «Инок», — хранителя фамильного креста, инкрустированного камнями Силы, которые дают ему сверхспособности. Андрей Радов путешествует по различным временам истории России и противостоит главным образом могущественному чернокнижнику неопределённого возраста, известному как «Магистр». Впоследствии путешествия во времени уступают место путешествиям между параллельными мирами, а сам Андрей становится мироходцем — путешественником по Многомирью.  Сюжет переплетается с другими линейками комиксов Bubble: так, в 2013 году вышел кроссовер с комиксом «Бесобой» под названием «Инок против Бесобоя», а в 2015 случился первый глобальный кроссовер вселенной комиксов Bubble под названием «Время Ворона», в котором сюжет «Инока» пересёкся с не только с «Бесобоем», но и с «Красной Фурией» и «Майором Громом». В начале 2017 года в рамках инициативы Bubble «Второе дыхание» начат выпуск продолжения «Инока» под названием «Мироходцы». Второго октября 2014 года начали выходить сборники-тома с выпусками, а впоследствии другие номера также выходили в составе сборников. Каждый том получал допечатку с альтернативной обложкой. Помимо самих комиксов были включены дополнительные материалы: комментарии создателей, скетчи и зарисовки персонажей, локаций, эскизы обложек и их неиспользованные варианты.

## Список номеров
| № | Заглавие                          | Сценарист(ы)                                     | Художник(и) | Колорист(ы)                                                                                         | Дата выхода      | ISBN                   |
| --- | --------------------------------- | ------------------------------------------------ | --- | --------------------------------------------------------------------------------------------------- | ---------------- | ---------------------- |
| 1 | Проданная реликвия — книга первая | Алексей Гравицкий Артём Габрелянов               | Артём Бизяев Евгений Тончилов Вячеслав Доронин | Иван Елясов Артем Мясников                                                                          | 2 октября 2014   | ISBN 978-5-9906506-5-7 |
| Список номеров: - 1. Проданная реликвия — часть 1 (15 октября 2012) - 2. Проданная реликвия — часть 2 (15 ноября 2012) - 3. Проданная реликвия — часть 3 (15 декабря 2012) - 4. Подарок; По воле совета (15 января 2013) - 5. Проданная реликвия — часть 4 (15 февраля 2013) - 6. Проданная реликвия — часть 5 (15 марта 2013) - 7. Проданная реликвия — часть 6 (15 апреля 2013) |                                   |                                                  | | |                  |                        |
| Молодой человек по имени Андрей Радов сдаёт некому лысому ломбардщику унаследованный от деда фамильный крест, чтобы купить себе дорогую машину. После этого Андрей вместе со своим братом Игорем попадает в аварию, которую подстроил тот самый лысый ростовщик. Андрей впадает в кому, его тело остаётся в больнице, а душа встречает деда, который упрекает его за то, что тот продал реликвию. Крест, который продал Андрей, тот самый, которым крестили Русь, а драгоценные камни, которыми он инкрустирован, обладают магической силой, и они добыты у различных врагов, пытавшихся завоевать страну. Род Радовых — это Иноки, хранители креста и защитники Руси, каждого из которых звали Андреем, и последним из них был дед главного героя. Поскольку Андрей продал крест, ему предстоит его вернуть, путешествуя по разным историческим эпохам, вселяясь в тела своих предков, и собрать камни из креста, сражаясь с врагами Руси. Андрей успевает побыть во временах крещения Руси, осады Плевны в русско-турецкой войне, а также поучаствовать в бою под Салтановкой в войне против Наполеона. |                                   |                                                  | | |                  |                        |
| № | Заглавие                          | Сценарист(ы)                                     | Художник(и) | Колорист(ы)                                                                                         | Дата выхода      | ISBN                   |
| 2 | Проданная реликвия — книга вторая | Алексей Гравицкий Артём Габрелянов Кирилл Глебов | Анастасия Катеринич Андрей Родин Олег Окунев Иван Елясов Артём Бизяев                                                                                      | Иван Елясов Алена Карпова Анна Сидорова Татьяна Якубец Игорь Лобода Виталий Смирнов Мария Васильева | 22 декабря 2014  | ISBN 978-5-9905844-6-4 |
| Список номеров: - 8. Проданная реликвия — часть 7 (15 мая 2013) - 9. Проданная реликвия — часть 8 (15 июня 2013) - 10. Проданная реликвия — часть 9 (15 июля 2013) - 11. Проданная реликвия — часть 10 (15 августа 2013) - 12. Проданная реликвия — часть 11 (15 сентября 2013) - 13. Проданная реликвия — часть 12 (15 октября 2013) - 14. Проданная реликвия — часть 13 (15 ноября 2013) |                                   |                                                  | | |                  |                        |
| Андрей продолжает своё путешествие по эпохам России: на этот раз он попадает в Сталинградскую битву и Ледовое побоище. В конце своего пути Андрей вновь встречается с братом и дедом, и те признают его полноправным хранителем креста, но Игорь сообщает, что не выжил в автокатастрофе, и прощается с Андреем. Собрав все камни, Андрей приходит в себя в своё время, получает страховую выплату за разбитый автомобиль и собирается выкупить крест, однако Магистр убеждает того, что в смерти деда Андрея виноват Бесобой. |                                   |                                                  | | |                  |                        |
| № | Заглавие                          | Сценарист(ы)                                     | Художник(и) | Колорист(ы)                                                                                         | Дата выхода      | ISBN                   |
| — | Инок против Бесобоя               | Артём Габрелянов Евгений Федотов Наталия Девова  | Артём Бизяев Мария Швиденко Анастасия Катеринич Виталий Смирнов Олег Окунев Константин Тарасов Екатерина Менабде Эдуард Петрович Андрей Васин Андрей Родин | Анастасия Катеринич Анна Сидорова Татьяна Якубец Иван Елясов                                        | 23 марта 2015    | ISBN 978-5-9906506-0-2 |
| Список номеров: - Инок против Бесобоя — часть 1 (Бесобой №15) - 15. Инок против Бесобоя — часть 2 (15 декабря 2013 года) - Инок против Бесобоя — часть 3 (Инок против Бесобоя №1) - Инок против Бесобоя — часть 4 (Бесобой №16) - 16. Инок против Бесобоя — часть 5 (15 января 2014 года) - Инок против Бесобоя — часть 6 (Инок против Бесобоя №2) - Инок против Бесобоя — часть 7 (Бесобой №17) - 17. Инок против Бесобоя — часть 8 (14 февраля 2014 года) - Инок против Бесобоя — часть 9 (Инок против Бесобоя №3) |                                   |                                                  | | |                  |                        |
| Кто-то выдающий себя за Бесобоя (подчинённый чернокнижника Магистра по имени Булат Гаджиев) совершает массовые убийства в церквях. Сам Бесобой тем временем узнаёт от Чёрного Пса о государственном проекте «Часовой» по защите страны от нечистой силы, который был активен в советское время, но был заброшен во время Перестройки. Последним участником проекта, который следил за его исполнением, был Андрей Радов, который недавно погиб. Его внук, которого также зовут Андрей Радов, который унаследовал от деда место Инока, ищет Бесобоя, так как Магистр его убедил, что тот убил его деда. Приняв красную таблетку, полученную от Магистра, Андрей нападает на Бесобоя у метро, но тот его вырубает, а демоны, с которыми Магистр заключил договор, нападают на церковь святого Доминика и забирают фолиант «Молот ведьм». Бесобой допрашивает Андрея, но тот в ответ язвит, из-за чего Бесобой его избивает. Его успевает остановить Шмыг, который сообщает, что души погибшей семьи Бесобоя находятся во владении легиона даштаров. Андрей сбегает, улучив момент, а Бесобой направляется к Магистру. Магистр не может извлечь Камень силы из фолианта — в нём заточён дух Генрикуса Инститора. Бесобой врывается к нему и узнаёт о сделке Магистра с демонами. Впоследствии является и Андрей и застаёт Бесобоя со связанным Магистром. Злодей уговаривает его открыть «Молот ведьм», чтобы великий инквизитор мог определить, кто тут зло, и Инститор указывает на Бесобоя. Нападают демоны, и Инок понимает, что Бесобой невиноват в смерти его деда, когда тот защищает его от них. Чтобы забрать камень, Магистр похищает Ксению Алёхину, девушку Андрея. Инок и Бесобой прибывают в храм, где Магистр воскрешает Инститора, и видят, что он вселился в тело Ксюши. Андрей изгоняет Инститора из неё святой водой. Начинает действовать таблетка, которую принял Андрей — это был анаболик «Ярость демона». Препарат даёт огромную силу и способность регенерировать принявшему, но превращает его в демона, а стать прежним он может, только кого-то убив. В итоге Андрей возвращает свой облик, случайно убив Ксюшу. Бесобой уводит его из церкви, пока не приехала полиция, Аваддон готовит ответный удар, а Магистр радуется полученному Камню силы. В истории «Старый друг» показано прошлое Инститора. |                                   |                                                  | | |                  |                        |
| № | Заглавие                          | Сценарист(ы)                                     | Художник(и) | Колорист(ы)                                                                                         | Дата выхода      | ISBN                   |
| 3 | Зверь во мне — книга первая       | Артём Габрелянов Наталия Девова                  | Олег Окунев Алина Ерофеева Эдуард Петрович | Анна Сидорова Игорь Лобода Анастасия Катеринич Иван Елясов                                          | 1 августа 2015   | ISBN 978-5-9906506-9-5 |
| Список номеров: - 18. Прощание — часть 1 (14 марта 2014) - 19. Прощание — часть 2 (14 апреля 2014) - 20. Прощание — часть 3 (14 мая 2014) - 21. Зверь во мне — часть 1 (15 июня 2014) |                                   |                                                  | | |                  |                        |
| После гибели Ксюши Андрей, считая себя виновным в трагедии, опускает руки, разочаровывается в своём призвании как Инока и хоронит крест вместе со своей девушкой. В очередной раз посетив могилу Ксюши, Андрей застаёт некого незнакомца, одетого в волчью шкуру, который выкопал из могилы её тело и хочет украсть крест. Незнакомец убегает в портал, а Андрей бежит за ним с телом Ксюши в руках, и оказывается в другом мире, где люди страдают от болезни, превращающей их в зверей. |                                   |                                                  | | |                  |                        |
| № | Заглавие                          | Сценарист(ы)                                     | Художник(и) | Колорист(ы)                                                                                         | Дата выхода      | ISBN                   |
| 4 | Зверь во мне — книга вторая       | Наталия Девова Анастасия Андрющенко              | Эдуард Петрович Олег Окунев | Иван Елясов Анна Сидорова                                                                           | 1 октября 2015   | ISBN 978-5-9907068-2-8 |
| Список номеров: - 22. Зверь во мне — часть 2 (14 июля 2014) - 23. Зверь во мне — часть 3 (14 августа 2014) - 24. Зверь во мне — часть 4 (15 сентября 2014) - 25. Владыка — часть 1 (10 октября 2014) - 26. Владыка — часть 2 (10 ноября 2014) |                                   |                                                  | | |                  |                        |
| Болезнь жителей оказывается проклятьем, и Андрей, чтобы спасти их, вступает в битву со старухами, которые наложили его на них. Помогает Андрею незнакомец, похитивший крест — мироходец (путешественник между мирами) Серый Волк, но в разгар схватки он успевает сбежать. Владыка Иоанн, который охотится за Серым Волком, похищающим артефакты и губящим миры, обещает Андрею воскресить Ксюшу в обмен присоединение к его отряду и помощь в поимке Волка, и Андрей даёт согласие. В итоге Андрей сам становится мироходцем, научившись пользоваться «иглой» — артефактом для странствий по мирам и временам, и начинает путешествовать по Многомирью. |                                   |                                                  | | |                  |                        |
| № | Заглавие                          | Сценарист(ы)                                     | Художник(и) | Колорист(ы)                                                                                         | Дата выхода      | ISBN                   |
| 5 | Высокое напряжение                | Евгений Федотов Роман Котков                     | Олег Окунев Наталья Заидова Иван Елясов | Анна Сидорова Виктория Галанина Екатерина Яковлева Татьяна Якубец Анастасия Катеринич               | 16 апреля 2016   | ISBN 978-5-9907605-7-8 |
| Список номеров: - 27. Высокое напряжение — часть 1 (9 декабря 2014) - 28. Высокое напряжение — часть 2 (12 января 2015) - 29. Высокое напряжение — часть 3 (9 февраля 2015) - 30. Высокое напряжение — часть 4 (10 марта 2015) - 31. Высокое напряжение — часть 5 (10 апреля 2015) |                                   |                                                  | | |                  |                        |
| Андрей, Владыка и их отряд, преследуя Серого Волка, попадают в новый мир — республику Громовница, жители которой воюют с монстрами-полозами, порождениями чудовищной машины – тривурма Горнача. Горнача временно одолел королевич Ива, но впал в регенеративный сон, а впоследствии его похитил Волк, убедив его, что спасать его мир бесполезно. Ива покидает мир, чтобы отомстить Кощею за то, что он наслал Горнача на мир, но погибает от его руки. Инок побеждает чудовище самостоятельно, а отряд Владыки берёт Волка в плен. Тем временем Магистр узнаёт, что Андрей ушёл в путешествие по мирам, и решает до него добраться. |                                   |                                                  | | |                  |                        |
| № | Заглавие                          | Сценарист(ы)                                     | Художник(и) | Колорист(ы)                                                                                         | Дата выхода      | ISBN                   |
| 6 | Сердце монстра                    | Евгений Федотов Роман Котков                     | Иван Елясов Анастасия Катеринич Олег Окунев | Анастасия Серёгина Игорь Лобода Виталий Смирнов Анастасия Троицкая                                  | 29 сентября 2016 | ISBN 978-5-9908270-4-2 |
| Список номеров: - 32. Калинов мост — часть 1 (12 мая 2015) - 33. Калинов мост — часть 2 (9 июня 2015) - 34. Калинов мост — часть 3 (10 июля 2015) - 35. Сердце монстра — часть 1 (10 августа 2015) - 36. Сердце монстра — часть 2 (9 сентября 2015) - 37. Сердце монстра — часть 3 (9 октября 2015) - 38. Сердце монстра — часть 4 (9 ноября 2015) |                                   |                                                  | | |                  |                        |
| Чтобы воскресить Ксюшу, Андрей отправляется в Навь, мир мёртвых, разминувшись с отрядом Владыки. В обмен на возвращение Ксюши Андрею приходится отдать Яге, хозяйке Нави, один из камней Силы из своего креста. На выходе из Нави, на Калиновом мосту, Андрей и Ксюша встречают птицу Сюту — та может дать Андрею живую воду, необходимую для полного воскрешения Ксюши, если тот её освободит. Чтобы раздобыть воду, Андрей, Ксюша и Сюта отправляются в мир, где правит некий Монарх, подданные которого страдают от болезней и ускоренного старения, а живую воду, способную их исцелить, Монарх им не даёт — источник живой воды иссяк, а живая вода сменилась мёртвой. Встретившись с Серым Волком, Инок решает украсть у него воду, заручившись его поддержкой, но внезапно появляется Чёрный Пёс, персонаж из комикса «Бесобой», и заставляет Андрея вернуться в свой родной мир, оказавшийся в смертельной опасности — ему грозит бог-ворон Кутх. |                                   |                                                  | | |                  |                        |
| № | Заглавие                          | Сценарист(ы)                                     | Художник(и) | Колорист(ы)                                                                                         | Дата выхода      | ISBN                   |
| 7 | Волк. Мёртвая хватка              | Евгений Федотов                                  | Иван Елясов | Анастасия Троицкая Наталья Мартинович                                                               | 29 сентября 2016 | ISBN 978-5-9908270-9-7 |
| Список номеров: - 39. Мёртвая хватка — часть 1 (10 декабря 2015) - 40. Мёртвая хватка — часть 2 (11 января 2016) - 41. Мёртвая хватка — часть 3 (10 февраля 2016) - 42. Мёртвая хватка — часть 4 (11 апреля 2016) |                                   |                                                  | | |                  |                        |
| Так как Андрей Радов в сюжете пока не фигурирует, повествование идёт от лица Серого Волка — он же и становится временным протагонистом, а название серии «Инок» временно меняется на «Волк». Придя в себя, Волк решает свергнуть Монарха, тиранящего жителей и перерабатывающего людей в живую воду. Волк вспоминает, как впервые попал в этот мир много лет назад, и встретил здесь мальчика по имени Лев, с которым завёл дружбу. Лев отвёл Волка к своему отцу, Иоанну, тому самому Владыке, правителю мира. Выясняется, что Владыка Иоанн когда-то был другом Волка, и он любил Василису Премудрую, но так как Кощей отнял её у него, он предпочёл это забыть, выпив воду забвения, а на предложение Волка дать бой Кощею ответил резким отказом. Вскоре после этого Волк, взяв Льва в заложники, потребовал себе Душу мира, необходимую, чтобы добраться до Кощея. Владыке пришлось отдать её, но Волк обманул его и предпринял попытку убить Льва, после чего сбежал. Подумав, что его сын убит, Владыка набрал отряд и стал преследовать Волка. В настоящем времени Владыка пытается убедить Монарха, своего сына, одуматься, но тот разбивает сердце мира, чтобы оно не досталось никому. Чтобы Лев снова не стал перерабатывать людей в живую воду, Владыка убивает его. Волк признаётся, что тогда, взяв Льва в заложники, напоил его живой водой, так как не хотел убивать и считал его и своим сыном, и Иоанну следовало поискать его перед тем, как стремиться к мести. Владыка приходит в ярость и пытается застрелить Волка, но тот убивает его. |                                   |                                                  | | |                  |                        |
| № | Заглавие                          | Сценарист(ы)                                     | Художник(и) | Колорист(ы)                                                                                         | Дата выхода      | ISBN                   |
| 8 | Путь к бессмертию                 | Евгений Федотов Роман Котков                     | Анна Рудь Иван Елясов Наталья Заидова Марина Привалова | Анастасия Троицкая Наталья Мартинович Мария Васильева Алёна Филиппова                               | 10 июня 2017     | ISBN 978-5-9500084-3-6 |
| Список номеров: - 43. Путь к бессмертию — часть 1 (10 мая 2016) - 44. Путь к бессмертию — часть 2 (10 июня 2016) - 45. Путь к бессмертию — часть 3 (10 июля 2016) - 46. Игрушечный солдат — часть 1 (10 августа 2016) - 47. Игрушечный солдат — часть 2 (8 сентября 2016) - 48. Рука судьбы — часть 1 (10 октября 2016) - 49. Рука судьбы — часть 2 (10 ноября 2016) - 50. Всё, что останется (24 декабря 2016) |                                   |                                                  | | |                  |                        |
| Выясняется, что Кощей рассылал горначей по мирам, чтобы прекратить распространение влияния богов по Многомирью и защитить его от них. Василиса приводит Андрея, Ксюшу и Волка в Эдем, мир, которым правит Кощей. Затем Василиса отводит Андрея и Ксюшу в мир, где Ксюша должна пройти ряд испытаний, чтобы окончательно стать живой и обрести бессмертие, в случае неудачи она попадёт в рабство к духам природы. Духи высоко оценивают Ксюшу и превращают её в бессмертную дриаду. Прибыв назад к Кощею, Андрей и Ксюша вместе с Волком отправляются в путешествие по мирам по поручению Кощея защищать миры. Андрей, Волк и Ксюша попадают в мир, где все события разворачиваются вокруг местного героя — Громобоя. Волк приходит к выводу, что они находятся в чьём-то сне — и они и правда находятся во сне мальчика по имени Денис, лежащего в центре онкологии и больного неизвестной болезнью, из-за которой он постоянно погружён в свои фантазии. Разум мальчика захватил бог по имени Катила, но героям удаётся его одолеть. Раскрывается прошлое Кощея. В прошлом Кощей был известен как Иван Царевич, которого создали, как убийцу богов в древние времена, когда мир был Протоземлёй. Он хотел вызвать на бой богиню Мокошь и убить её, но встретил её дочь Василису, и они полюбили друг друга — Мокошь хотела, чтобы Иван перед смертью испытал настоящую любовь. Проведя с Иваном некоторое время, Василиса встала перед моральным выбором — убить любимого или дать ему убить мать, и в итоге решила покончить с собой, но Иван остановил её — кинжал в руках Василисы превращается в змею, подтверждая слова Ивана о том, что для богов люди не более чем игрушки. Когда Иван покинул Василису, чтобы убить Мокошь, разразилась война людей и богов, и они пробудили своими действиями Спящего — космическую сущность и источник всей магической и божественной силы. Спящий спал в центре Протоземли, и, проснувшись, попытался уничтожить мир, но вмешались более мощные силы и заменили уничтоженную вселенную альтернативной, в которой Спящий никогда не просыпался — так появилось Многомирье, а чтобы предотвратить повторение конца света и сдерживать богов, избрали стражем Ивана, который стал Кощеем. Но Кощей хотел вновь увидеть Василису и, несмотря на запрет менять ход времени, похитил её из прошлого. За ним бросился в погоню Иван из её времени и вступил с ним в бой. Каждый раз, когда Кощей наносил удар Ивану своей волшебной рапирой, он терял частичку жизни, и из неё возникал новый человек — те самые Иваны, которых впоследствии Волк находил и натравливал на Кощея. Сам Иван потерял память и стал достойным правителем одного из миров, но, вспомнив о Василисе, отправился к Кощею и вежливо попросил его отпустить её. В ответ на просьбу Кощей его только убил. Василису растрогала просьба, и она оживила Ивана и подарила ему иглу. Вернувшись в свой мир, Иван узнал, что в этом мире прошло уже сто лет, и всё, что он строил, разрушено. Лишившись всего, Иван стал Серым Волком и начал противостоять Кощею, натравляя на него других Иванов и губя миры — это продолжалось до самой встречи с Андреем Радовым. Андрей, Ксюша и Волк поражены услышанным от Кощея, но дают согласие стать защитниками Многомирья. Кощей дарит Андрею свою рапиру, но тот говорит, что ему нужно начала закончить одно дело в своём родном мире. Он хочет помириться со своей матерью, которая поссорилась с дедом Андрея и эмигрировала в США. В Нью-Йорке он её находит и знакомится со своей единоутробной сестрой Андреа, а затем просит у матери благословление на свадьбу с Ксюшей. На свадьбу приходит и Магистр — он поздравляет Андрея со свадьбой и возвращает ему меч, который он потерял в битве с Кутхом. Магистр предлагает Андрею забыть старые обиды, говорит о намерении стать владыкой Земли и выдвигает ультиматум: Андрей покидает Землю, но если вернётся, то Магистр наведается к его семье. В итоге Андрей, Ксения и Волк вновь отправляются в Многомирье. |                                   |                                                  | | |                  |                        |